# Balatonederics
Balatonederics ist eine Gemeinde im ehemaligen Kreis Tapolca im Komitat Veszprém in Westungarn. Sie liegt am Nordufer des Balaton (deutsch: Plattensee), des größten Binnensees Mitteleuropas.
Balatonederics ist südlicher Endpunkt der Straße Nr. 84, die vom 132 km nordwestlich entfernt gelegenen Sopron her kommt.

## Sehenswürdigkeiten
- Schloss Fekete (Fekete-kastély) aus dem 18. Jahrhundert mit Parkanlage
- Römisch-katholische Kirche Keresztelő Szent János aus dem 13. Jahrhundert; im 18. Jahrhundert im Stil des Historismus umgebaut
- Afrika-Museum mit angrenzendem Safaripark; zum Museum gehört der Nachbau eines Teiles von einem afrikanischen Massaidorf[1]

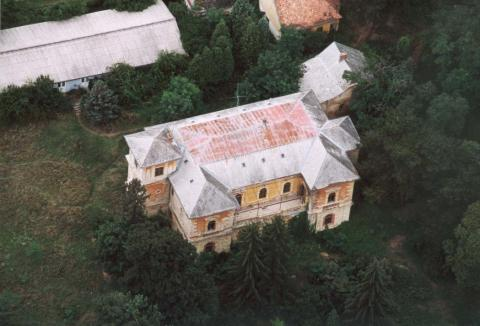
Schloss in Balatonederics
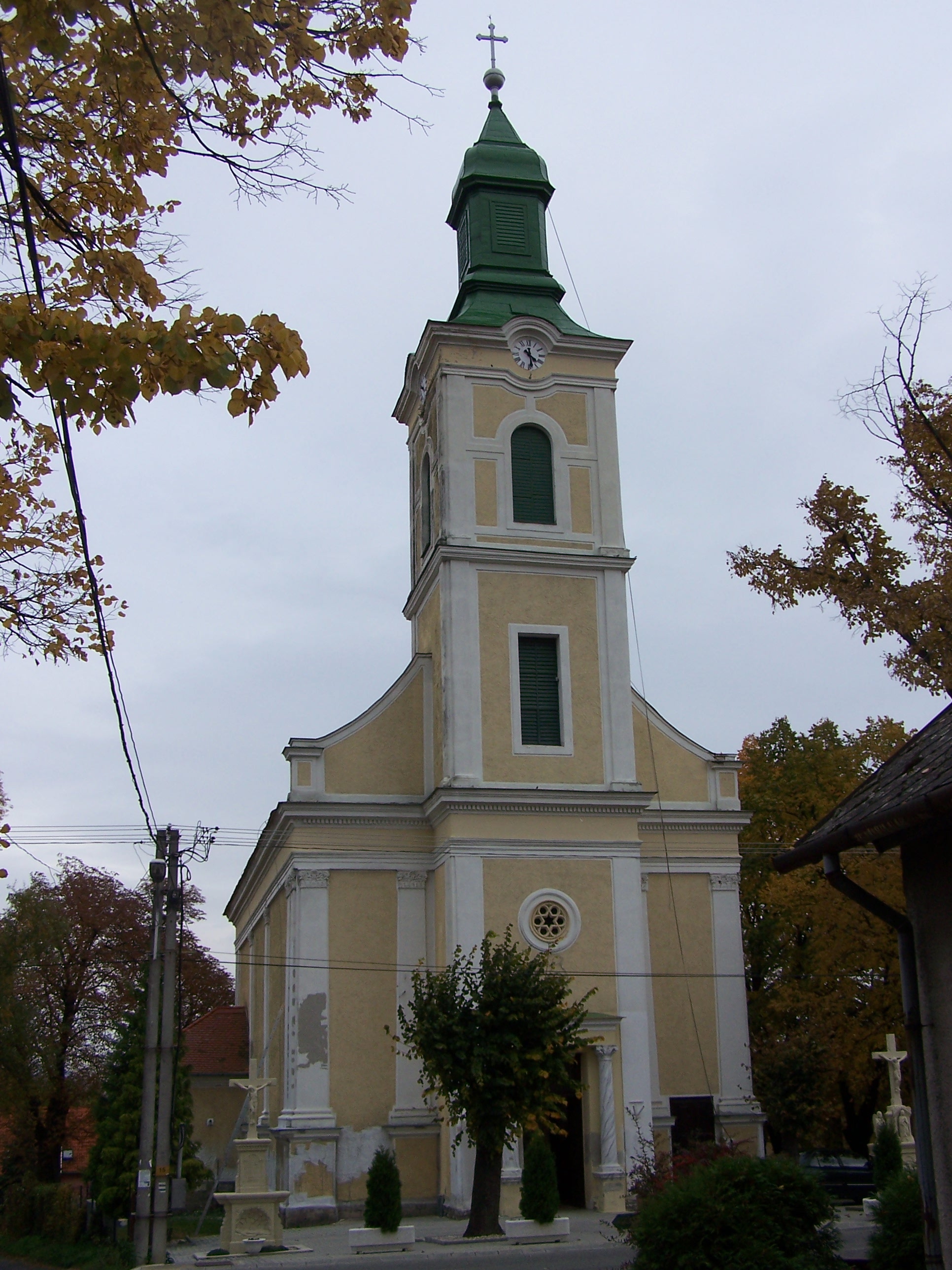
Römisch-katholische Kirche
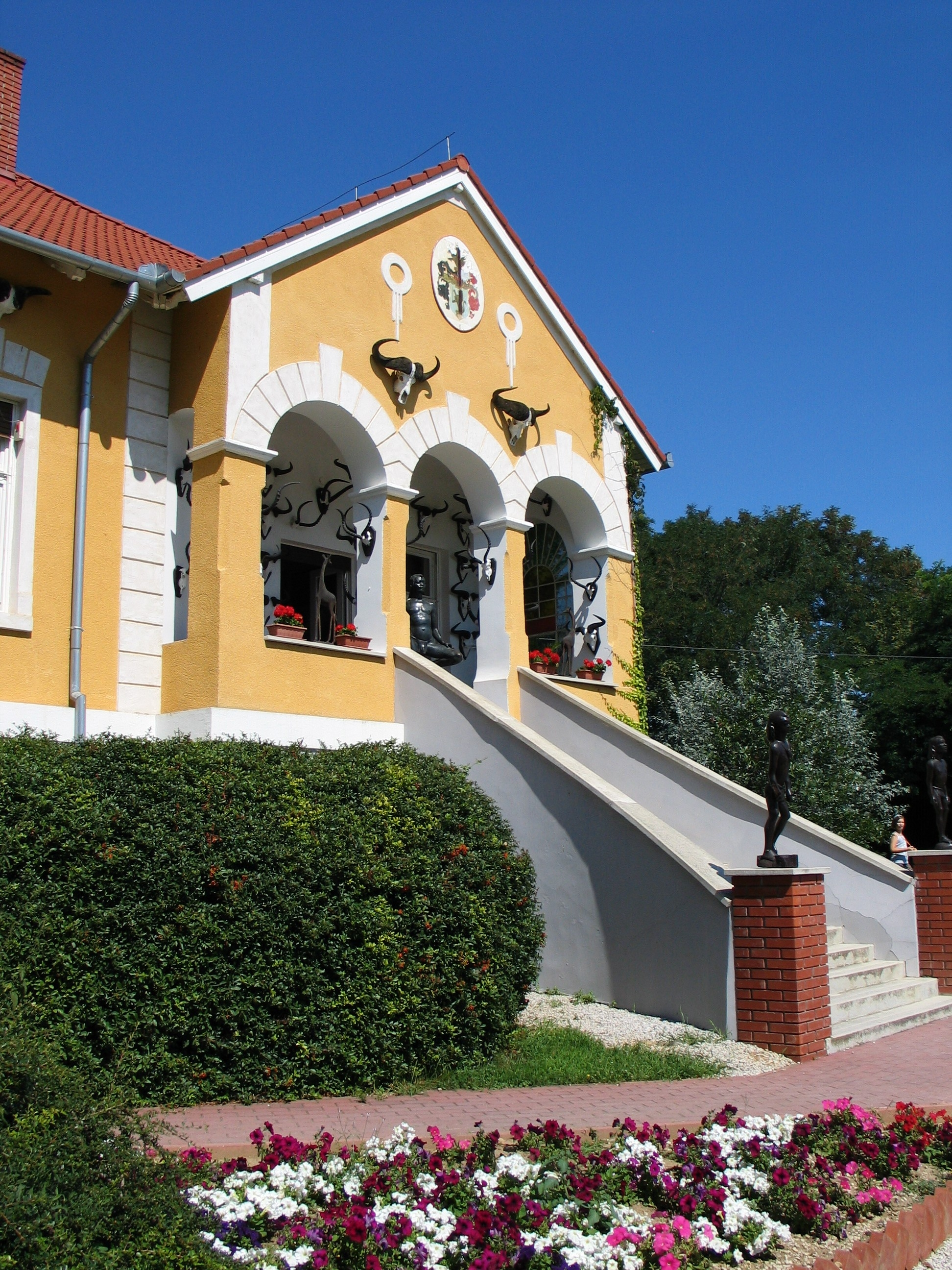
Afrika-Museum